# Мысовское сельское поселение (Крым)
Мысовское сельское поселение (укр. Мисівське сільське поселення, крымскотат. Къазан Тип кой юрту, Qazan Tip köy yurtu) — муниципальное образование в Ленинском районе Республики Крым России, на Керченском полуострове, к северу, юго-западу и юго-востоку от города Щёлкино.
Административный центр — село Мысовое.
На территории сельского поселения находится Казантипский природный заповедник и известный мыс Казантип.

## Население
| 2001 | 2014  | 2015 | 2016 | 2017 | 2018 | 2019 |
| ---- | ----- | ---- | ---- | ---- | ---- | ---- |
| 1073 | ↘961  | ↘960 | ↘958 | ↘939 | ↘926 | ↘924 |
| 2020 | 2021  |      |      |      |      |      |
| ↘918 | ↗1069 |      |      |      |      |      |

## Состав сельского поселения
| № | Населённый пункт | Тип населённого пункта       | Население |
| - | ---------------- | ---------------------------- | --------- |
| 1 | Мысовое          | село, административный центр | ↘429      |
| 2 | Азовское         | село                         | ↘41       |
| 3 | Заводское        | село                         | ↘211      |
| 4 | Семёновка        | село                         | ↘280      |

## История
В советское время (до 1926 года) был образован Мысовской сельский совет.
Статус и границы Мысовского сельского поселения установлены Законом Республики Крым от 5 июня 2014 года № 15-ЗРК «Об установлении границ муниципальных образований и статусе муниципальных образований в Республике Крым».